# Α-メチルトリプタミン
α-メチルトリプタミン (α-methyltryptamine) はトリプタミン系薬物の一種であり、人体には幻覚作用がある幻覚剤である。使用により、サイケデリックな効果と多幸感が得られる。旧ソ連では1960年代に抗うつ薬のインドパンとして使用された。α-MT、AMT、3-IT、IT-290などの別名をもつ。
日本国内においては、2000年頃から流通し始めた。液体の合法ドラッグの Day Tripper の主成分でもあった。主に露店や通販で小売された。乱用されたのち日本の麻薬及び向精神薬取締法の法律上の麻薬に指定されている。
規制された結果、アメリカで、AMTのベンゼン環の5位にメトキシ基をつけた5-MeO-aMTというトリプタミン誘導体が注目されたが、似ても似つかない効果をもたらし、また、効果を発揮するには十分少量(0.5～4mg)で済むため、各地で過剰摂取の事故が相次いだ。

## 特徴・薬理
独特の臭いがする。弱いながらもMAOI作用、興奮剤的作用を持つ。前者の作用により、SSRIやSNRIとの併用は危険と言われる。後者の作用は、アンフェタミンとの化学構造の類似に関連していると言われる。流通形態としては、白から淡黄色の微粉末であった。
化学的構造が、神経伝達物質であるセロトニンに類似している。また、5-HT2受容体におけるセロトニンの再現作用と、神経伝達物質における再取り込みと分解の阻害作用をもつ。α-MTは立体中心を持ち、S-(+)-α-MTがより活動的な立体異性体である。

## 用法・用量
1回に付き、およそ 20–50 mg ほどとされるが、個人が脱法ドラッグとして使う際の計量は、耳掻きですくうなどといった不正確なものが多く、正確な量は計れない。用量にはかなり個人差があり、外国の例では 400 mg を摂取したにもかかわらず生還したという例もあるが、普通はこの量ではセロトニン症候群によって死に至る。使用方法は、主に経口摂取であるが、喫煙や経鼻摂取をする場合がある。

## 効果・効能
1. よい効果
  - 多幸感をもたらす
  - 聴覚の覚醒
  - 覚醒的な薬効
  - 興奮剤的な役割をする
2. どちらともいえないもの
  - 落ち着きがなくなる
  - 体温の上昇
  - 瞳孔が開く
  - 歯軋り
3. 悪い効果
  - 服用後、たいてい 10–12 時間は眠りにくい。服用量によっては、一晩中眠れなくなることもある
  - 目の下に隈ができることがある。
  - 依存性があるとの研究報告がされている。
  - 耐性が付き易い。

## 規制
2003年4月4日、アメリカでは米国司法省麻薬取締局 (DEA) により、幻覚剤5-MeO-DIPTと共に規制薬物法におけるスケージュールI薬物指定(麻薬指定とほぼ同意)を受けた。
2005年4月17日、日本では麻薬及び向精神薬取締法で5-MeO-DIPTと共に麻薬に指定された。